# Mont Perdu
Mont Perdu (fr.) ili Monte Perdido (šp.), što na oba jezika znači "Izgubljena planina", je treća po veličini planina na Pirenejima. Vapnenački vrh, Monte Perdido (3.355 m), nalazi se u Španjolskoj (provincija Huesca u Aragonu), i ne vidi se iz Francuske zbog "neprohodnih" vrhova Gavarnie i Estaubé (Hautes-Pyrénées). Na španjolskoj strani se nalaze dva najveća i najdublja europska klanca (Ordesa i Pineta), a na strmoj francuskoj strani tri najveća cirquea (zatvorene kružne litice), klasični primjeri pirenejskih glacijalnih geloških tvorevina (Gavarnie, Estaubé i Barrosa). Ovo područje je također i pastirski krajolik koji je primjer načina života koji je nekada dominirao svim gorskim područjima Europe, a sada je sačuvan samo na ovom dijelu Pireneja. Zbog toga je 1997. god. Mont Perdu upisan na UNESCO-ov popis mjesta svjetske baštine u Europi kao "jedinstven krajolik sela, farmi, polja, visinskih pašnjaka i planinskih putova".

## Odlike
Zaštićeno područje Mont Perdue se prostire na oko 30.639 hektara i pristupačniji je sa španjolske strane, preko doline Ordesa (Valle de Ordesa). Nacionalni park Ordesa y Monte Perdido na španjolskoj strani je osnovan 1918. godine i izvorno je imao samo 21 km² oko doline Ordesa, ali je proširen 1982. god. na 156,08 km², tako da uključuje i cijeli klanac Añisclo. 
Postoji i klimatska razlika između strme francuske i stepenaste španjolske strane planine. Tako je francuska strana vlažnija, a španjolska suhija; na zapadu je pod utjecajem Atlantika, a na istoku Sredozemnog mora (obalana sredozemna klima).
Zbog klimatskih razlika, na ovom području se javila velika bioraznolikost s 3.500 vrsta i podvrsta biljaka (uključujući oko 1.500 vrsta cvijeća) od kojih je oko 5% endemskih vrsta. Od životinja na ovim prostorima obitava 171 vrsta ptica (kao što je kostoberina), 32 vrste sisavaca i 8 vrsta reptila. Od sisavaca tu se nalazi najveća populacija pirinejskih divokoza (Rupicapra pyrenaica) u Europi, te svisci (neautohtona uvedena vrsta) i papkari kao što su samo tri ženke iberskog kozoroga (Capra pyrenaica), dok se na nižim visinama može pronaći endemska pirinejska vodenkrtica (Galemys pyrenaicus). 
Ovo područje je naseljeno još od paleolitika (40000. – 10000. pr. Kr.), o čemu svjedoče dokazi u špiljama Anisclo i Escuain, te kameni krugovi u Gavarnieu i dolmen kod Tella. Najraniji zapisi o trajnim naseljima su iz srednjeg vijeka kada je ovo gorje imalo presudnu ulogu u komunikaciji između španjolskih i francuskih zajednica.
Tisuće godina ljudskog utjecaja je porazno djelovalo na prirodni okoliš Mont Perdua. Nekoliko velikih grabežljivaca i vrsta mesoždera su iskorijenjeni ili im je broj znatno smanjen, a nedavno (2000.) je izumrla i podvrsta iberijskog kozoroga, pirinejski kozorog (Capra pyrenaica pyrenaica). Također, izvorna šuma je posječena i oštećena te se tek u posljednje vrijeme oporavlja. Stoci, koja je stoljećima opustošila većinu pašnjaka, je danas zabranjen ulazak u nacionalni park. Ipak, unutar zaštićenog područja se nastavlja s tisućljetnom tradicijom sezonskog napasanja stoke pri čemu velika krda ovaca prelaze španjolsko-francusku granicu. Jedan od planinskih prijevoja (Gaulis ili Ossoue) je dio izvornog hodočasničkog puta svetog Jakova za svetište Santiago de Compostela.
- Dolina Ordesa
- Šuma La Pardina del Señor
- Cilindro de Marboré
- Cirque d'Estaubé
- Breche de Roland (Rolandov krš), Cirque de Gavarnie

## Vanjske poveznice
- Planinarski put Escaleras prema planini Monte Perdido (šp.)
- UNESCO Cultural Landscape (engl.)
- Mont Perdu (L'association Mont-Perdu Patrimoine Mondial) (fr.)